# 若昂拉马柳
若昂拉马柳是巴西圣保罗州的一个市镇。总面积416.035平方公里，总人口4092人，人口密度9.8人/平方公里。